# Озеро Штюбеля
Штюбеля — пресное озеро на полуострове Камчатка. Площадь составляет около 4 км². Имеет продолговатую форму с поперечниками 1300 и 1500 м. Исток реки Тёплой.
Озеро имеет тектоническое происхождение. Озеро находится в восточной части кальдеры вулкана Ксудач, озера — Ключевое и Штюбеля, отделенные друг от друга узкой перемычкой. Питание озера смешанное.